# María Teresa Céspedes
María Teresa Céspedes Cárdenas (Huánuco, 28 de julio de 1963) es una educadora y política peruana. Fue congresista de la república en el periodo 2020-2021 y anteriormente fue Regidora de Carabayllo desde 1996 hasta 1998.

## Biografía
Nació en Huánuco, el 28 de julio de 1963.
Estudió la carrera de Educación en la Universidad de San Martín de Porres, pero no culminó sus estudios. Tuvo también estudios técnicos de Instalación Eléctricos en Sencioco.
Trabajó como naturopata en la Casa Naturista Israelita desde 2016.

## Vida política

### Regidora de Carabayllo
Su carrera política se inició en las elecciones municipales de 1995, donde fue elegida como regidora del Distrito de Carabayllo por la alianza fujimorista Cambio 90-Nueva Mayoría para el periodo municipal 1996-1998.
A fines de los años 1999, Céspedes se afilió al Frente Popular Agrícola del Perú liderado por Ezequiel Ataucusi y participó como candidata al Congreso de la República en las elecciones generales del 2000, sin embargo, no resultó elegida.
Intentó nuevamente su candidatura como regidora de Carabayllo en las elecciones municipales del 2018 donde tampoco tuvo éxito.

### Congresista
En las elecciones parlamentarias del 2020, Céspedes resultó elegida como congresista de la república por el FREPAP, con 27 500 votos, para el periodo 2020-2021.
Durante los dos procesos de vacancia contra el expresidente Martín Vizcarra, Céspedes votó a favor en ambas oportunidades. La vacancia fue aprobada por 105 parlamentarios el 9 de noviembre del 2020. Ejerció en el parlamento como vocera de la bancada del FREPAP.